# Super Mario Kart
Super Mario Kart är det första spelet i Mario Kart-serien släppt av Nintendo. Det släpptes till SNES 1992, och går ut på att styra en karaktär i Marios värld i en gokart genom ett antal banor, närmare bestämt 4 cuper med 5 banor i varje cup. Genom att vinna en eller flera cuper så vinner man antingen fler gubbar/figurer som man kan använda sig av. Man kan även låsa upp andra banor vid vinst. När man spelar så spelar man vanligen mot datorstyrda spelare, men man kan även spela två spelare med delad skärm och om man har Super Mario Kart till Virtual Console (Wii) så kan man möta andra personer från andra länder om man har kopplat spelkonsolen till Internet.

## Karaktärer
Det finns åtta karaktärer att välja mellan. Karaktärerna har olika egenskaper (skala 1-4). 
- Mario & Luigi -                  Maxhastighet: 3 - Acceleration: 2 - Styrning: 2 - Vikt: 3
- Peach & Yoshi - Maxhastighet: 2 - Acceleration: 4 - Styrning: 3 - Vikt: 2
- Bowser & Donkey Kong Jr -        Maxhastighet: 4 - Acceleration: 1 - Styrning: 1 - Vikt: 4
- Koopa Troopa & Toad -            Maxhastighet: 1 - Acceleration: 3 - Styrning: 4 - Vikt: 1

### Fotnoter
1. ↑  East, Thomas (29 mars 2010). ”Super Mario Kart coming to Virtual Console this Friday”. Official Nintendo Magazine. Arkiverad från originalet den 26 april 2012. https://web.archive.org/web/20120426192958/http://www.officialnintendomagazine.co.uk/16217/super-mario-kart-coming-to-virtual-console-this-friday/. Läst 25 april 2014.
2. ↑  ”Download New BIT.TRIP Kicks, Speeding Karts, Magic Castles and More”. Nintendo. 23 november 2009. http://www.nintendo.com/whatsnew/detail/O-6Hu5sS3KndAbl1v6fJElEIDoveAwhn. Läst 25 april 2014.